# Limosina pumila
Limosina pumila är en tvåvingeart som beskrevs av Samuel Wendell Williston  1896. Limosina pumila ingår i släktet Limosina och familjen hoppflugor. Inga underarter finns listade i Catalogue of Life.